# صندلی بالابر

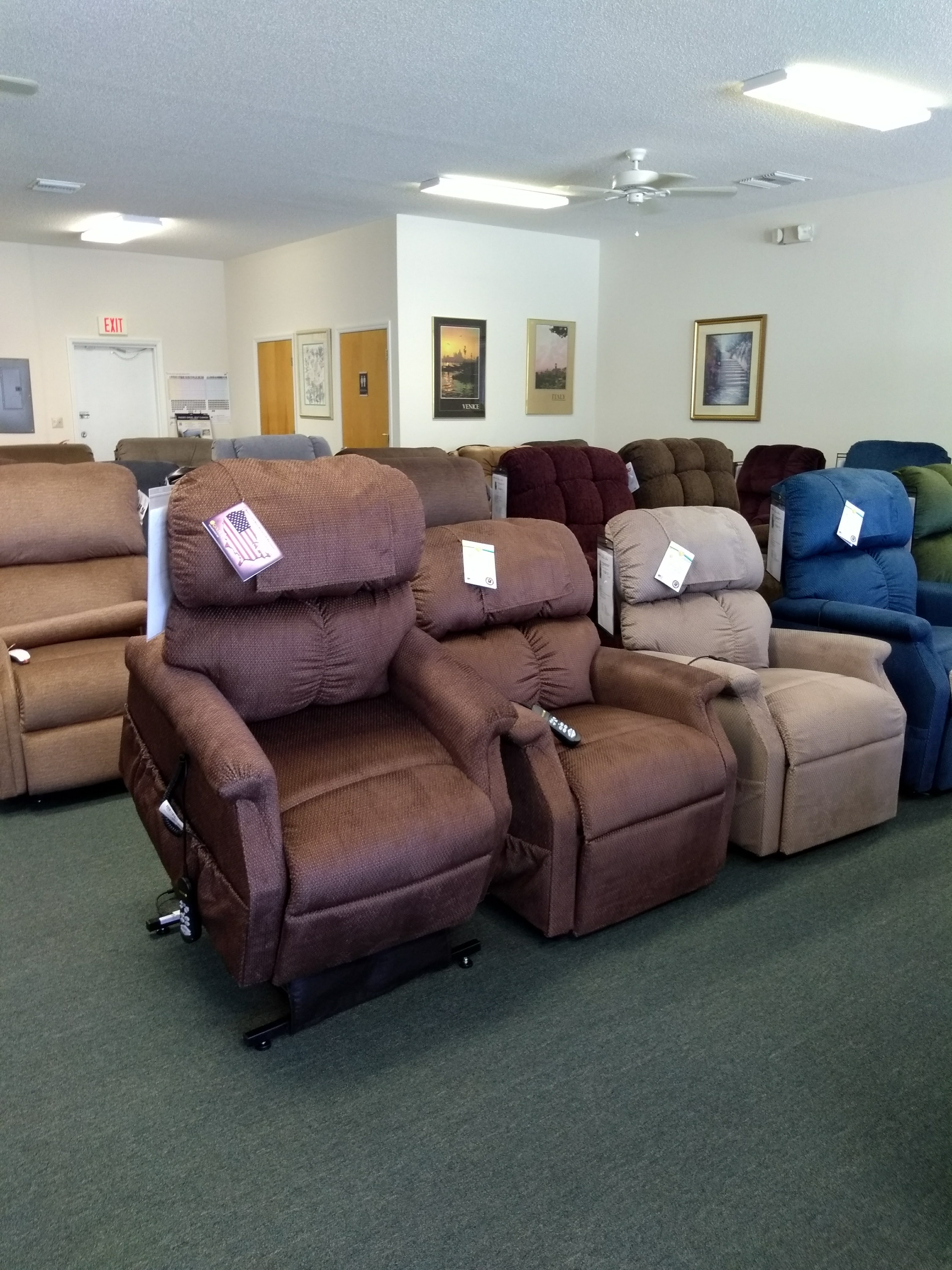
صندلی‌های بالابر در نمایشگاه صندلی تامپا لیفت، ایالات متحدهٔ آمریکا

صندلی بالابر (انگلیسی: Lift Chair) نوعی صندلی است که از مکانیزم بالابرنده برخوردار است که کل صندلی را از پایه‌اش به سمت بالا هل می‌دهد و بنابراین به کاربر کمک می‌کند تا به حالت ایستاده برسد.